# Maladie de Parrot
La maladie de Parrot ou pseudo-paralysie de Parrot est ostéite syphilitique du nouveau-né congénitale nommée d'après le docteur Joseph-Marie-Jules Parrot.

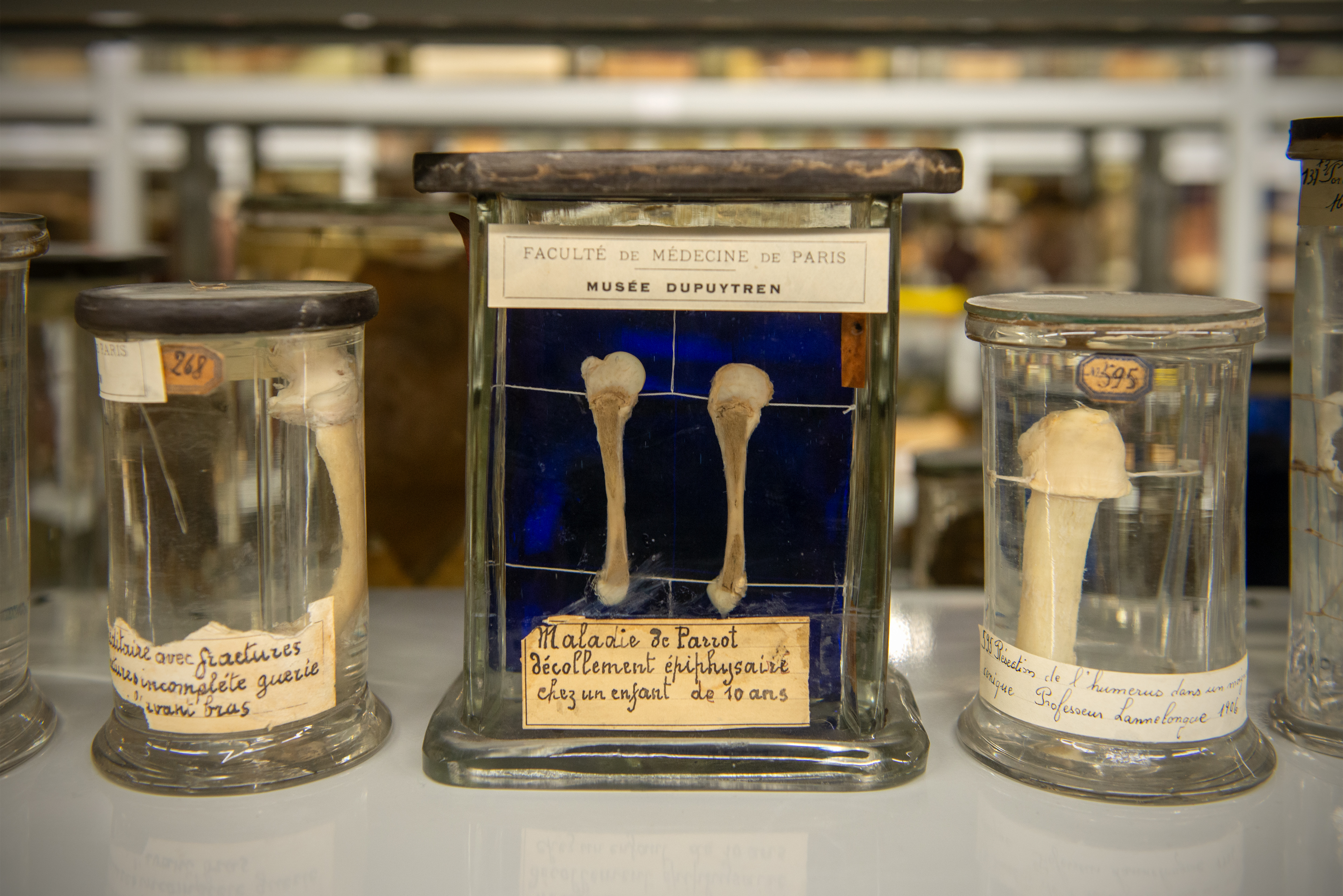
Décollement épiphysaire chez un enfant de 10 ans atteint de la maladie de Parrot.